# Mirchel
Mirchel är en ort och kommun i distriktet Bern-Mittelland i kantonen Bern, Schweiz. Kommunen har 589 invånare (2023).